# Stazione di Arnstadt Centrale
La stazione di Arnstadt Centrale (in tedesco Arnstadt Hbf) è la principale stazione ferroviaria della città tedesca di Arnstadt.
Essa è posta sulla linea Neudietendorf-Ritschenhausen, ed è origine della linea per Saalfeld; in passato vi aveva origine un'ulteriore linea, diretta a Ichtershausen.